# Memecylon celastrinum
Memecylon celastrinum är en tvåhjärtbladig växtart som beskrevs av Wilhelm Sulpiz Kurz. Memecylon celastrinum ingår i släktet Memecylon och familjen Melastomataceae. Inga underarter finns listade i Catalogue of Life.